# Daniel Marinus van Zwieten
Daniel Marinus van Zwieten (Rotterdam, 7 november 1900 – Epe, 17 februari 1975) was een Nederlands politicus van de PvdA.
Daan van Zwieten was de op een na oudste zoon van een huisschilder uit Reeuwijk. Ondanks zijn opleiding aan een kweekschool ging hij niet het onderwijs in maar werd hij boekhouder bij de Scheepvaartvereniging Zuid in Rotterdam. Rond 1930 vertrok hij naar Nederlands-Indië, waar hij werkzaam was bij de Rijkspostspaarbank. In de periode 1945-1946 was hij waarnemend burgemeester van Makassar. Rond 1950 keerde hij terug naar Nederland waar hij adjunct-directeur werd van de J.P. Heije-stichting in Oosterbeek. In 1955 ging Van Zwieten werken bij de gemeente Westervoort en op 1 januari 1956 volgde zijn benoeming tot burgemeester van Brielle. In maart 1963 werd hij na onderzoek door de rijksrecherche geschorst waarna de burgemeester van Heerjansdam tevens tot waarnemend burgemeester van Brielle benoemd werd. In juli volgde ontslag vanwege onjuiste handelingen, onder meer met betrekking tot het verkrijgen van gelden voor een tentoonstelling, het reserveren van een groenstrook voor zijn bungalow en het doen uitbetalen van een honorarium aan een architect. In de media werd toen gemeld dat hem op staande voet eervol ontslag was verleend. Begin 1964 bleek dat onjuist te zijn want toen stond in de kranten dat er sprake was geweest van oneervol ontslag en dat Van Zwieten in een brief aan de koningin gevraagd had om het ontslag alsnog eervol te verlenen. Hij overleed begin 1975 op 74-jarige leeftijd.